# 達芙妮·楊

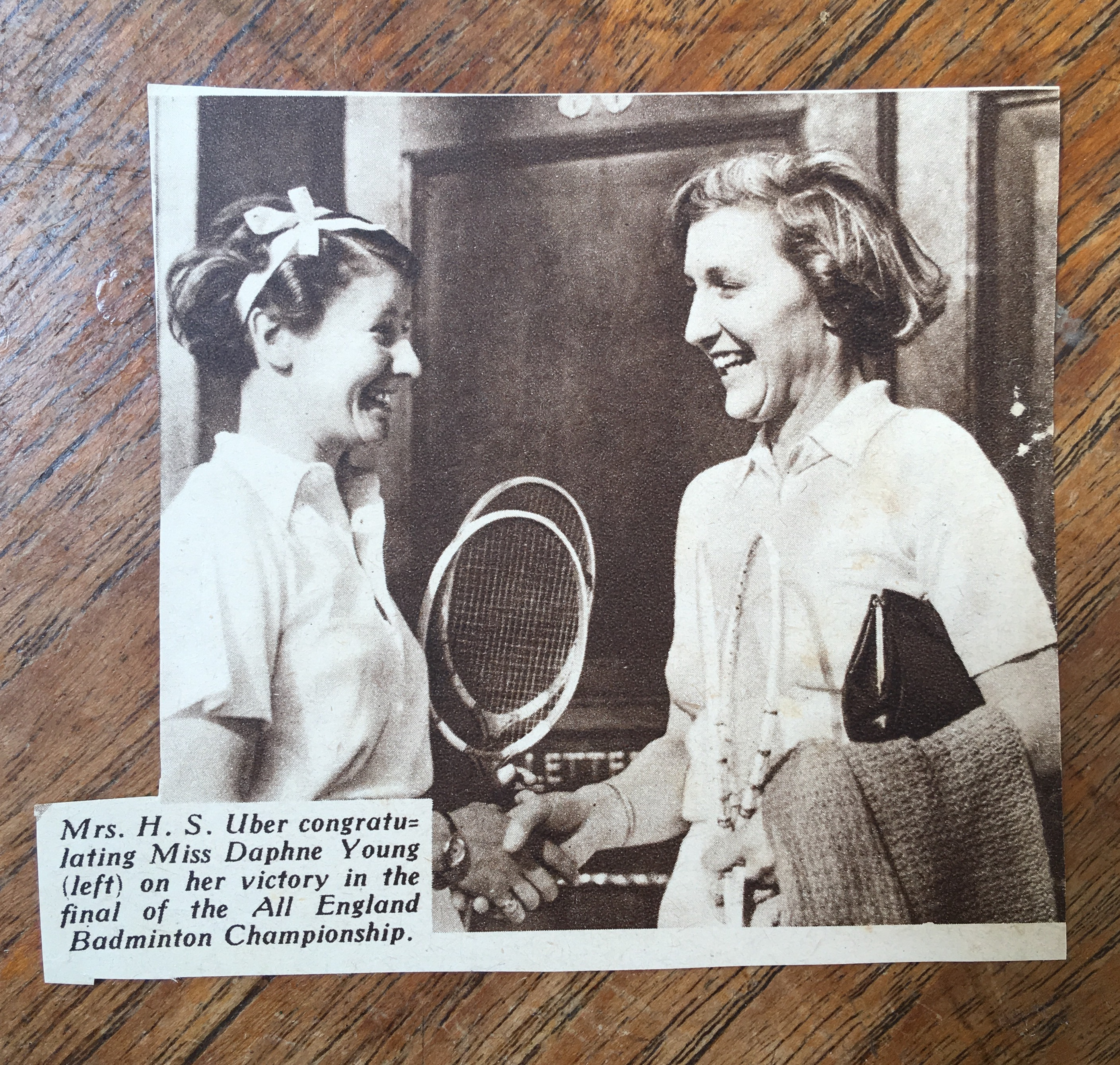
達芙妮·楊（左）與贝蒂·尤伯

達芙妮·楊（英語：Daphne M. C. Young，1915年6月14日—1993年4月30日），婚後改名達芙妮·沃靈頓，英格蘭羽球運動員，出生於貝德福德。
達芙妮·楊在1930年代末期在歐洲主要錦標賽中獲得過多次冠軍。1937年，她贏得法國羽球公開賽女子雙打冠軍，以及威爾斯羽球國際賽和蘇格蘭羽球公開賽的女子單打冠軍。1938年是她最成功的一年，她在法國羽球公開賽及愛爾蘭羽球公開賽都贏得女子單打與女子雙打雙料冠軍，而且贏得最著名的全英羽球公開錦標賽女子單打冠軍；1939年因足傷未能衛冕全英賽。